# Leigh-Syndrom
Das Leigh-Syndrom ist eine seltene angeborene, meist schon im Kindesalter beginnende, fortschreitende Erkrankung des Gehirns mit Schädigung und Gewebsuntergängen (Nekrosen) im Hirnstamm und in den Basalganglien. Diese subakute, nekrotisierende Enzephalomyelopathie gehört zu den Mitochondriopathien, ist also eine Erkrankung im Energiestoffwechsel.
Beim Leigh-Syndrom liegt eine Störung des zellulären, mitochondrialen Energiestoffwechsels vor, besonders die Pyruvat-Dehydrogenase und die Cytochrom-c-Oxidase in der mitochondrialen Atmungskette.
Synonyme: Morbus Leigh; Infantile subakute nekrotisierende Enzephalomyelopathie; Leigh-Krankheit; englisch Necrotizing Encephalopathy, Infantile Subacute, Of Leigh; SNE

## Epidemiologie
Die Inzidenz liegt bei etwa 1:36.000 Lebendgeburten.
In den meisten Fällen wird das Leigh-Syndrom autosomal-rezessiv vererbt.
In 10 bis 30 % liegt ein Mitochondriales Leigh-Syndrom, Synonyme: mtDNA-assoziiertes Leigh-Syndrom; Enzephalomyelopathie, infantile nekrotisierende subakute, maternal vererbte; Leigh-Krankheit, maternal vererbte; MILS; mtDNA-assoziiertes Leigh-Syndrom, vor mit mitochondrialer Vererbung maternaler Vererbung (mütterlicherseits).
Lediglich der Pyruvat-Dehydrogenase-Mangel durch E1-alpha-Mangel (PDHA1) wird X-Chromosomal vererbt.

## Ursache
Das Leigh-Syndrom hat eine Vielzahl von Ursachen, allen gemeinsam ist eine gestörte aerobe Energieproduktion.
Die meisten Mutationen liegen im Kerngenom. Bisher nachgewiesen wurden die Gene für die verschiedenen Untereinheiten des Pyruvatdehydrogenase (PDH)-Komplexes, für eine der Untereinheiten der Atemkettenkomplexe 1, 2 und 4.
Bei den mitochondrialen Formen lassen sich in über 95 % Mutationen der mitochondrialen DNA nachweisen. Am häufigsten sind die Mutationen 8993T>G und 8993T>C im MTATP6-Gen, das für eine Untereinheit der ATP-Synthase kodiert. Bei einigen mitochondrialen Mutationen kommt es zu leichteren Krankheitsausprägungen, wie dem NARP-Syndrom (Neurogene Ataxie mit Retinitis pigmentosa)
Bei der X-chromosomalen Form liegen Mutationen im PDHA1-Gen auf dem X-Chromosom Genort p21.12 zugrunde.
Nicht immer kann ein Gendefekt nachgewiesen werden.

## Pathologie
Der pathologische Befund ähnelt einer Wernicke-Enzephalopathie. Es können schwammförmige Degenerationen und Nekrosen in  Stammganglien, Kleinhirn und Hirnstamm, sowie Wucherungen von Kapillaren und Glia im Bereich des Chiasma, Nervus und Tractus opticus vorkommen.

## Klinik/Symptome
Die Symptomatik bei der subakut nekrotisierenden Enzephalomyelopathie ist variabel und abhängig von der betroffenen Hirnregion.
Bereits im ersten Lebensjahr (bei 50 %) können viele der folgenden Symptome auftauchen:
- in 70 % schleichender, in jeweils 15 % subakuter oder akuter Beginn
- in 55 % langsam fortschreitender, in 28 % chronisch in Schüben erfolgender, in 15 % subaktuer und in 2 % akuter Verlauf
- Pyramidenbahnzeichen in 61 % (Streckspasmen, Hyperreflexie, Paresen)
- Rasche Ermüdbarkeit in 47 %
- Kleinhirnsymptome in 39 % (Ataxie, Dysarthrie)
- Gehäufte Infektionen in 39 %
- Geistige Retardierung in 37 %
- epileptische Anfälle in 36 %
- Muskelschwäche/-paresen in 69 %
- Hypotonie
- Schluckschwierigkeiten in 55 % (Sondenbedarf, Anorexie, Erbrechen)
- Augensymptome in 78 % (Nystagmus, Augenmuskellähmung, Optikusatrophie, Visusverlust)
- Atemstörungen in 69 %
- Entwicklungsverzögerung in 58 %
- Extrapyramidalsymptome in 24 %

## Diagnose

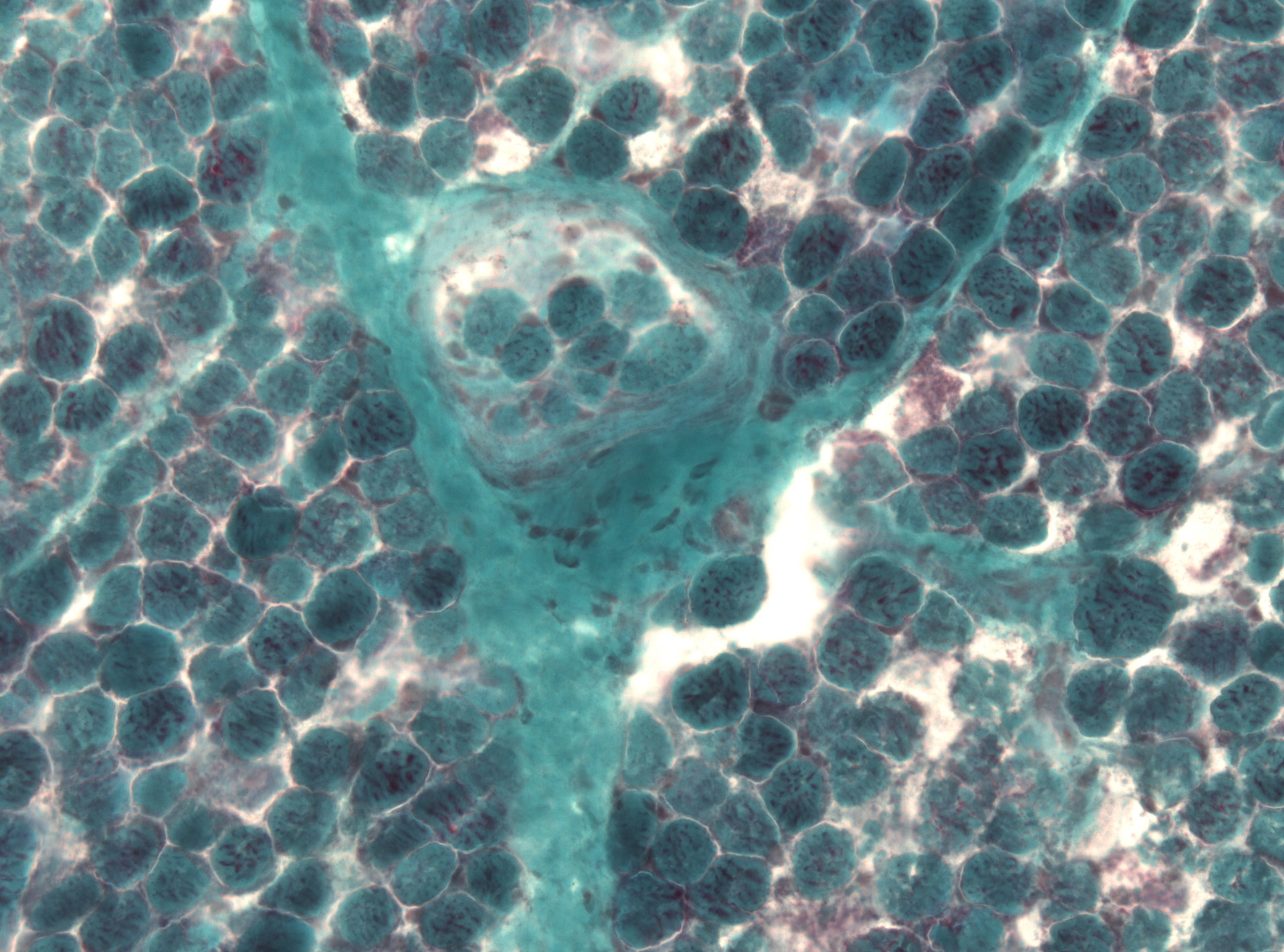
Nachweis von zahlreichen ragged red fibers in einer Muskelbiopsie

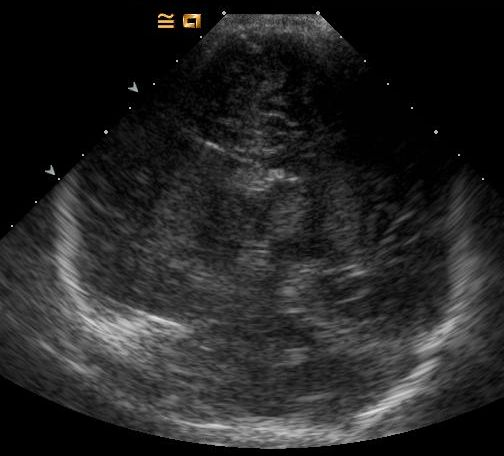
Schädelsono, Koronarschnitt bei einem neun Monate alten Kind mit Morbus Leigh und typischen hyperechogenen Läsionen der Basalganglien

- Blut: erhöhte Laktat- und Pyruvatkonzentration
- Liquor- und Urinprobe
- Muskelbiopsie: Nachweis von Ragged-Red-Fibers

Bildgebende Verfahren können bereits im Alter von wenigen Monaten in der Sonographie und später in der Magnetresonanztomographie Veränderungen mit typischen Lokalisationen an Hirnstamm und Basalganglien, sowie Zeichen der Leukodystrophie ergeben und zur Diagnose beitragen.

## Weitere Formen
Die Datenbank Orphanet führt weitere Formen des Leigh-Syndroms:
- Leigh-Syndrom, französisch-kanadischer Typ[9]
- Enzephalopathie durch mitochondrialen und peroxisomalen Teilungsdefekt (Leigh-ähnliche Basalganglienkrankheit-Optikusatrophie-periphere Neuropathie-Syndrom; MFF-abhängige Enzephalopathie durch mitochondrialen und peroxisomalen Teilungsdefekt)[10]

## Differentialdiagnose
Abzugrenzen sind u. a. der Pyruvat-Dehydrogenase-Mangel und andere Mitochondriopathien.

## Prognose
Mitochondriopathien sind angeborene Gendefekte, für die es aktuell keine Heilung gibt. Die Lebenserwartung von Patienten mit Leigh-Syndrom beträgt bei den meisten Patienten nur wenige Jahre.

## Therapieansätze
Eine spezifische Behandlung ist bislang nicht bekannt. Verschiedene Vitamine und Kofaktoren (Vitamin B1 (Thiamin), Vitamin B2 (Riboflavin) und Coenzym Q10).
Experten hoffen, dass bald eine Therapie mit Sirolimus möglich wird, welche die tödliche Mitochondriopathie etwas abmildern soll.
Zumindest im Mäusemodell konnte die Progression verlangsamt und die Überlebenszeit verlängert werden.
In vitro wurde eine positive Wirkung von Sildenafil auf Nervenzellen beobachtet, die einem Betroffenen entnommen wurden. In einem Einzelfall konnte der Wirkstoff die Symptome eines Patienten lindern.
Ein Therapieansatz für Frauen mit Kinderwunsch, die die Veranlagung zur Erkrankung in den Mitochondrien tragen, ist es, einer Eizelle den Zellkern zu entnehmen und ihn in die Eizelle einer anderen Frau einzupflanzen, deren Zellkern vorher entfernt wurde. Ziel dieser Therapie ist es, die gesunden Mitochondrien der Spenderin zu verwenden und trotzdem ein eigenes Kind zu gebären. Dieser experimentelle Ansatz wurde von einem amerikanischen Ärzteteam wegen rechtlicher Vorgaben in Mexiko unternommen.

## Tiermedizin
Auch bei Tieren wurde das Leigh-Syndrom weitestgehend identisch beschrieben. Bisher wurde es bei Yorkshire Terriern und Alaskan Huskies nachgewiesen. Bei diesen Hunden verlief das Leigh-Syndrom nach Krankheitsausbruch innerhalb eines Jahres tödlich.

## Medizingeschichte
Die Erstbeschreibung des Syndroms stammt aus dem Jahr 1951 und wurde von Archibald Denis Leigh, einem Neuropathologen und Psychiater aus Großbritannien, verfasst. Er beschrieb einen sechs Jahre alten Jungen mit rasch fortschreitender Entwicklungsstörung, der innerhalb eines halben Jahres verstarb. Im Gehirn des Jungen wurde ein Krankheitsherd mit Nekrosen und eine Vermehrung der Kapillaren (kapilläre Proliferation) im Hirnstamm nachgewiesen.